# Tijarafe
Tijarafe es un municipio canario perteneciente a la provincia de Santa Cruz de Tenerife (España). Está situado en la parte Noroeste de la isla de La Palma. Limita al norte con Puntagorda, al este con la sierra de la cumbre, al oeste con el mar y al sur con los municipios de Tazacorte, Los Llanos de Aridane y El Paso. Tiene una población de 2598 habitantes (INE 2022).

## Geografía

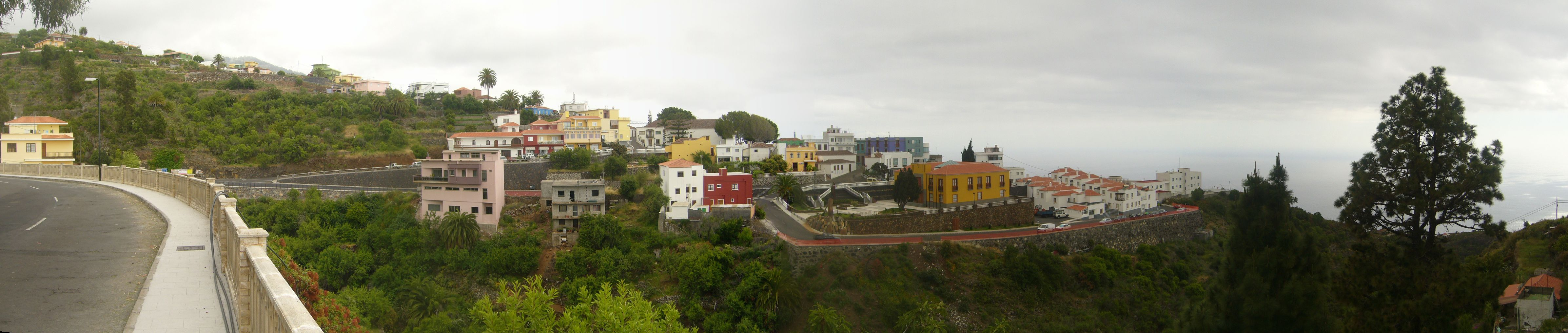
Vista general

Su extensión superficial es de 53,76 km², lo que supone un 7,59 % de la superficie de la isla. Su perímetro está en torno a los 36,584 metros. Esta superficie coloca a Tijarafe en el quinto lugar de los municipios palmeros en cuanto a su tamaño, por detrás de El Paso, Garafía, Mazo y Fuencaliente. La costa, acantilada y de difícil acceso, tiene una longitud aproximada de 11,5 km, que supone un 9,3 % del perímetro total insular. 
La orografía del territorio es muy abrupta y accidentada con una continuada pendiente desde la cumbre hasta el mar, cortada por multitud de barrancos. La pendiente se suaviza entre los 400 y 800 metros, altitud en la que se sitúa la mayoría de la población de las distintas entidades. La parte costera está cortada en el tramo final de los barrancos y terminan en un acantilado casi lineal de unos 200 metros de altura.
A pesar de que la costa ocupa una parte importante de los límites de Tijarafe, cuenta con pocas playas y lugares por los que se pueda acceder al mar, característica por la que no se dan razones para abordar actividades en el medio acuático o vela ligera.
El clima es muy soleado y árido. Las lluvias normalmente son muy escasas, y se suelen dar entre los meses de octubre y abril, ambos inclusive.
La altitud a la que se encuentra el municipio sobre el nivel del mar ha dado lugar a que su poblamiento se encuentre a bastante altura.
|                         | Norte: Puntagorda                      |               |
| Oeste: Océano Atlántico |                                        | Este: El Paso |
|                         | Sur: Los Llanos de Aridane y Tazacorte |               |

## Historia

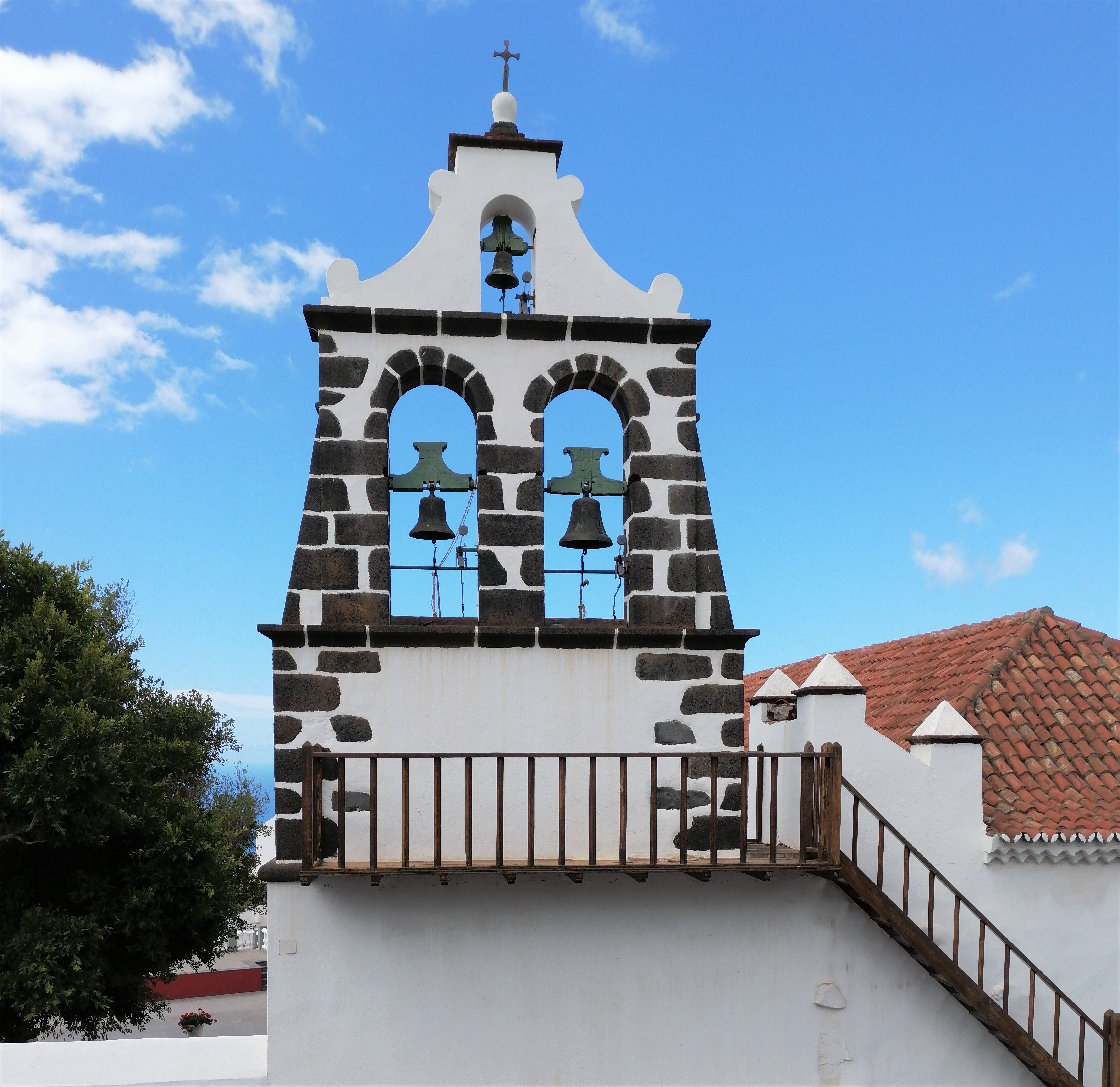
Espadaña de la iglesia de Nuestra Señora de la Candelaria. Año 1686

Los castellanos desembarcaron en las playas de Tazacorte el 29 de septiembre de 1492, día de San Miguel. A su frente se encontraba Alonso Fernández de Lugo que establece rápidamente alianzas con los aborígenes[cita requerida]. Antes de retirarse a los cuarteles de invierno ya había vencido a Atogmatoma de Hizcaiguán.
Tras la conquista, La Palma se reparte entre los vencedores. Juan de Lugo Señorino, sobrino del Adelantado, obtiene tierras en Amagar. Otro sobrino, Francisco Fernández de Lugo adquiere tierras en Garafía, Tijarafe y Puntagorda. En Tijarafe adquiere cien fanegas de tierra de sembradura en las demasías de Juan Fernández Gomero y las demás de las normas de Juan Afonso, y en la de Álvaro Pérez de las tierras que tienen en Puntagorda. El conquistador Juan de Ribero recibe tierras, cuevas y barrancos desde el mar hasta la cumbre en los términos de Tijarafe y Puntagorda. Juan Ruiz de Berlanga, nombrado escribano público de La Palma en 1509 y casado con una sobrina del Adelantado, obtiene quince cahíces de tierras de siembra en Tijarafe. Junto a él, también obtiene tierras Juan Mirabal. Bartolomé de Riberol, obtuvo tierras en el repartimiento, que unidas a las de su padre hacen que la familia posea extensas posesiones que abarcan once cahíces desde el barranco del Mocán en Tijarafe hasta el roque Bermejo en Puntagorda. El resto de las tierras se reparte entre instituciones religiosas, el Cabildo palmero y pequeños propietarios, aunque la mayoría de pobladores se instalan en las tierras de los grandes propietarios para trabajarlas en régimen de arrendamiento [cita requerida].
Tijarafe nace y se desarrolla alrededor de la iglesia y de la agricultura. Aunque ya existían habitantes en ese lugar, desde poco después de la conquista va a ser la llegada de la imagen de Nuestra Señora de Candelaria, sobre todo a partir de la construcción del templo dedicado a su honor en 1530, lo que va a dar identidad a estos parajes. La población está formada por gentes de distintas procedencias y, en parte, deriva de las condiciones que resultan tras el repartimiento. Se asientan personas procedentes de la península entre ellos un importante número de portugueses; población esclava compuesta por negros y moriscos, que más tarde obtienen su libertad y continúan sus vidas aquí, y residuos de la población aborigen dedicada principalmente al pastoreo. Con todos estos grupos se va formando la sociedad tijarafera que a principios del siglo XVIII ha perdido estas diferencias para mantener solo aquellas derivadas de la riqueza.
Una vez formada la sociedad sobre una base humana de distintas procedencias y sobre una base económica asentada en la agricultura, la ganadería y los montes, la historia de Tijarafe discurre sin sobresaltos, pero con la continua presencia de los efectos del clima sobre la economía y por tanto sobre la vida. La mayoría de los habitantes, al igual que muchos de Canarias, son campesinos pobres que trabajan las tierras a cambio de una renta y, que además pagan el diezmo a la Iglesia. Sus vidas depende directamente de la meteorología. Los años de lluvias normales suponen buenas cosechas, por el contrario las sequías provocan malas cosechas que suponen no poder cumplir con las deudas, pasar hambre y, en última instancia, la emigración.
A principios del siglo XIX la población había crecido hasta llegar a los 1,911 habitantes. El crecimiento no se produce de una forma homogénea. La emigración, hambre y mortalidad hacen que la línea evolutiva de la población no sea continúa sino que varíe en función de las condiciones de vida del momento. De todas formas el saldo es positivo, lo que permite un crecimiento que alcanza su punto máximo en 1950, fecha en la que se alcanza la cifra de 3,050 habitantes. La llegada del siglo XIX suponen el comienzo de las transformaciones que van a marcar el desarrollo del actual Tijarafe, cambios que van a ser más acusados y más importantes en el siglo XX. El primer hecho que nos afecta va a ser la Constitución de 1812 que promueve los ayuntamientos modernos. A partir de este momento las mayores entidades de población de la Isla pasan a constituirse en ayuntamientos independientes de Santa Cruz de La Palma. En el caso de Tijarafe, la independencia teórica se produce en 1812, pero el ayuntamiento capitalino se resiste a ceder las riendas y las mantiene en forma de control de los propios hasta 1842, circunstancia que ocasiona muchas dificultades de funcionamiento al ayuntamiento, que se encuentra sin ingresos para cumplir sus funciones.
En la segunda mitad del siglo se produce un proceso migratorio que afecta a los habitantes de este pueblo. Desde muy jóvenes, los hombres emigran a la hermana isla de Cuba en busca de un porvenir mejor para ellos y sus familias [cita requerida]. Esta corriente migratoria va a tener un efecto positivo al propiciar el desarrollo del municipio. Las remesas de dinero remitidas por estos emigrantes y el regreso de muchos de ellos, van a permitir un gran cambio en la estructura de la propiedad de la tierra. El dinero de los emigrantes va a permitir que estas pasen a poder de los tijaraferos. Después de mucho tiempo el tijarafero se ve propietario de la tierra que había trabajado durante muchas generaciones. Desde principios del siglo XX se producen esfuerzos tendentes a conseguir el abastecimiento regular de agua para el municipio. La primera medida que va a dar resultado es traer el agua desde el exterior. A finales de los años 30 llega el agua a la costa de La Punta. Luego, en los años 60 se construye el canal de Minadero y da agua de la galería de Caboco.
El agua modifica el paisaje agrario en el municipio propiciando la introducción de un cultivo comercial, el plátano. Por primera vez en la historia local se pasa de un régimen de secano a un régimen de regadío, de los cultivos de subsistencia a un cultivo comercial. La propiedad de la tierra y del agua hace que el municipio alcance unas cotas de desarrollo económico impensable pocos años antes, un desarrollo económico que además se verá ayudado por una notable mejora en las comunicaciones. Con la llegada de la carretera general de circunvalación del norte al Casco de este pueblo en 1942, se produce una aceleración en la mejora de las vías de comunicación. Después de muchos siglos se pueden abandonar los tortuosos caminos de herradura y el municipio se va nutriendo progresivamente de una red de pistas. 
Los acontecimientos que se sucedieron a lo largo del siglo XX han permitido que el municipio haya evolucionado más en cincuenta años que en los cuatrocientos anteriores[cita requerida], y a grandes rasgos esta ha sido la evolución de Tijarafe.

## Economía
La economía de Tijarafe gira en torno a la agricultura y la ganadería. La agricultura ocupa un 69 % de la población activa, dedicada sobre todo al cultivo de platanera, por ser este el más rentable[cita requerida]. 
La carretera LP-1 de Santa Cruz de la Palma a Puntagorda, atraviesa el municipio de sur a norte, y es a ambos lados de la carretera donde se dan lugar la mayoría de las casas.

## Demografía
Cuenta con una población de 2684 habitantes (INE 2024).
| Gráfica de evolución demográfica de Tijarafe entre 1842 y 2021                                                        |
| |
| Población de derecho según los censos de población del INE. Población de hecho según los censos de población del INE. |

Si bien la población de derecho permanece prácticamente estancada, ha habido un ligero aumento de la población de hecho por el asentamiento de alemanes en el territorio.[cita requerida]

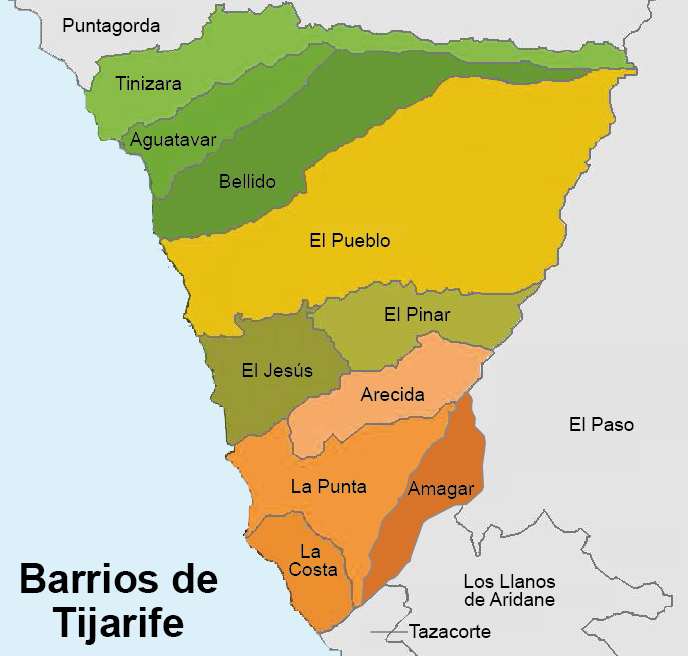
Barrios

| Posición | Nacionalidad | Población |
| -------- | ------------ | --------- |
| 1.ª      | Alemania     | 419       |
| 2.ª      | Venezuela    | 81        |
| 3.ª      | Reino Unido  | 31        |
| 4.ª      | Suiza        | 26        |
| 5.ª      | Cuba         | 25        |
| 6.ª      | Italia       | 21        |
| 7.ª      | Austria      | 12        |
| 8.ª      | Bélgica      | 11        |
| 9.ª      | Francia      | 11        |
| 10.ª     | Colombia     | 8         |
| 11.ª     | Suecia       | 7         |
| 12.ª     | Países Bajos | 6         |
| 13.ª     | Argentina    | 6         |

| Año  | Población | Densidad      |
| ---- | --------- | ------------- |
| 1900 | 2963      | 55,12 hab/km² |
| 1910 | 3121      | 58,05 hab/km² |
| 1920 | 3200      | 59,52 hab/km² |
| 1930 | 3043      | 56,60 hab/km² |
| 1940 | 3281      | 61,03 hab/km² |
| 1950 | 3220      | 59,90 hab/km² |
| 1960 | 3029      | 56,34 hab/km² |
| 1970 | 2836      | 52,75 hab/km² |
| 1981 | 2757      | 51,28 hab/km² |
| 1991 | 2195      | 40,83 hab/km² |
| 2001 | 2730      | 50,99 hab/km² |
| 2011 | 2675      | 51,40 hab/km² |
| 2021 | 2560      | 47,62 hab/km² |

## Administración y política
Actualmente el municipio está gobernado por Coalición Canaria con Yaiza Cáceres Lorenzo a la cabeza tras la dimisión de Marcos Lorenzo como alcalde el 29 de agosto de 2023.
El Ayuntamiento está conformado por 11 concejales. A continuación de muestra una tabla con los resultados electorales en Tijarafe desde 2007 hasta 2023.
| Partido político | Partido político                         | 2007   | 2011   | 2015   | 2019   | 2023   |
| Partido político | Partido político                         | Ediles | Ediles | Ediles | Ediles | Ediles |
|                  | Coalición Canaria (CC)                   | 6      | 5      | 5      | 6      | 5      |
|                  | Partido Socialista Obrero Español (PSOE) | 3      | 3      | 3      | 3      | 3      |
|                  | Partido Popular (PP)                     | 2      | 3      | 3      | 2      | 3      |

## Servicios

### Transporte y comunicaciones
El municipio cuenta con servicio de taxi y está comunicado con una línea insular de guagua:
| Línea | Trayecto                           | Recorrido     |
| ----- | ---------------------------------- | ------------- |
| 110   | Los Llanos – Tijarafe – Puntagorda | Horario/Línea |

## Personas destacadas
- José Manuel Méndez Pérez